# A Szeretettel: Victor epizódjainak listája
Ez a cikk a Szeretettel: Victor  epizódjainak listáját tartalmazza.
A sorozat 2020. június 17-én indult a Hulun az Amerikai Egyesült Államokban. Magyarországon a Disney+-on indult 2022. június 14-én.

## Évadáttekintés
| Évad | Évad | Epizódok | Eredeti sugárzás | Eredeti sugárzás | Magyar sugárzás  | Magyar sugárzás  |
| Évad | Évad | Epizódok | Évadpremier      | Évadfinálé       | Évadpremier      | Évadfinálé       |
| ---- | ---- | -------- | ---------------- | ---------------- | ---------------- | ---------------- |
|      | 1    | 10       | 2020. június 17  | 2020. június 17  | 2022. június 14. | 2022. június 14. |
|      | 2    | 10       | 2021. június 11. | 2021. június 11. | 2022. június 14. | 2022. június 14. |
|      | 3    | 8        | 2022. június 15. | 2022. június 15. | 2022. június 15. | 2022. június 15. |

## Első évad (2020)
| Sor. | Év. | Cím                                                         | Rendező        | Író                                                                  | Premier          |
| --- | --- | ----------------------------------------------------------- | -------------- | -------------------------------------------------------------------- | ---------------- |
| 1. | 1.  | Üdvözlünk a Creekwood-ban (Welcome to Creekwood)            | Amy York Rubin | Isaac Aptaker & Elizabeth Berger                                     | 2020. június 17. |
| Victor és családja Texasból Atlantába költözik. Victor húga, Pilar nehezményezi, hogy ott kell hagynia régi életét és barátját. Victor gyorsan megbarátkozik a népszerűtlen Felixszel, aki ugyanabban az épületben lakik. Az iskolában Victor találkozik a közkedvelt Miával és a legjobb barátjával, Lake-el, és összezavarja a nyíltan meleg diák, Benji. Victor meghívást kap a kosárlabda-válogatottba, de összecsap a csapat másik tagjával, Andrew-val, aki kineveti Victorot, mert látszólag szegény. Victor megtudja Simon Spier Creekwoodban megjelenő történetét, és a közösségi médián keresztül üzen neki, aki azt válaszolja, hogy ott van mellette, ha valamiről beszélnie kell. A téli karneválon Victor meglátja Miát és Benjit is, be akar illeszkedni, úgy dönt, megkéri Mia-t, hogy üljön fel vele az óriáskerékre. |     |                                                             |                |                                                                      |                  |
| 2. | 2.  | Szemafor parti (Stoplight Party)                            | Jason Ensler   | Brian Tanen                                                          | 2020. június 17. |
| Victor népszerűsége katapultálódott, miután felszállt az óriáskerékre Miával, aki kezd érezni valamit iránta. Mia és Lake "szemafor" partit terveznek, ahol a diákok a kapcsolati állapotuknak megfelelő színeket viselnek. Victor egy helyi kávézóban kezd el dolgozni, ahol Benji is dolgozik, annak érdekében, hogy pénzt keressen a kosárlabda csapathoz való csatlakozáshoz. A partin Victor küzd, hogy beilleszkedjen. Felix nyomul Lake-re, aki inkább Andrew-t kedveli. Pilar szakít a barátjával Texasban, míg Isabel és Armando házassági problémákkal küzdenek. Victor eltölt egy gyengéd pillanatot Miával, és üzen Simonnak, hogy talán bejön neki. |     |                                                             |                |                                                                      |                  |
| 3. | 3.  | A zenekarok csatája (Battle of the Bands)                   | Pilar Boehm    | Jen Braeden                                                          | 2020. június 17. |
| Victor elhívja Mia-t a Brasstownban megrendezésre kerülő Zenekarok csatájába. Lake arra kéri Andrew-t, hogy menjen vele a versenyre, aki beleegyezik abba, hogy Miával töltsön időt. Benji és Victor együtt dolgoznak, Victor megtudja, hogy Benji fellép a Zenekarok csatájában. Aggódik, hogy ha Benji közelében tartózkodik, elvonja a figyelmét a Miával való randevúról, és inkább úgy dönt, hogy egy művészeti kiállításra viszi, ahol elcsattan az első csók. Victor és Mia végül elkapják a Zenekarok csatájának végét. Victor szenvedése egyre nő Benjivel kapcsolatban, miután megnézte, hogyan teljesít a versenyen. Kiderül azonban, hogy Benjinek van barátja, Derek. Lake rájön, hogy Andrew szerelmes Miába. Eközben Pilar segít édesanyjának, Isabelnek azzal, hogy Facebook-fiókot hoz létre számára, és megdöbben, amikor egy Roger R. nevű férfi barátként jelöli az új profilban, és flörtölni kezd vele. |     |                                                             |                |                                                                      |                  |
| 4. | 4.  | Az igazság fáj (The Truth Hurts)                            | Michael Lennox | Marcos Luevanos                                                      | 2020. június 17. |
| Pilar gyanítja, hogy Isabel viszonyt folytat. Megosztja a hírt Victorral, aki nem hiszi, hogy az anyjuk megcsalná a férjét. Rábeszélik Roger-t, hogy találkozzanak, miközben úgy tesznek, mintha Isabel lenne. Victor személyesen látja Rogert, és megdöbbenve fedezi fel, hogy ő apjuk, Armando volt főnöke. Mia szomorú, amiért az apja új nővel jár és továbblép az anyjától. Egy kosárlabda-meccsen Victor szembesül szüleivel Isabel ügyével és megtudja, hogy Armando már tisztában van vele. Pilar és Victor megdöbbenve értesülnek arról, hogy családjuk azért költözött Atlantába, hogy segítsen szüleiknek felépülni ezen eseményekből. |     |                                                             |                |                                                                      |                  |
| 5. | 5.  | Édes tizenhat (Sweet Sixteen)                               | Anne Fletcher  | Sheila Lawrence                                                      | 2020. június 17. |
| A Salazar család az előző heti összecsapás óta nem voltak közel egymáshoz, ami felzaklatta Victort. Simon arra figyelmezteti Victort, hogy szánjon időt magára, míg Victor azt reméli, hogy rájön a szexuális írányultságára. Közeledik Victor tizenhatodik születésnapja, bulit rendeznek. Victor egész családja és barátjai eljönnek, köztük Mia és Benji. Felix és Lake közelebb kerülnek egymáshoz, miközben a parti ügyét intézik. A partin Victor nagyszülei véletlenül látják, hogy Benji és Derek csókolóznak, ami feldühíti őket. Victor és Isabel kiáll Benji mellett. Mia beszél Pilar-al a családi küzdelmeiről. Victor és Mia megcsókolják egymást és kijelentik, hogy járnak. Armando szól Victornak, hogy Adrian talán meleg, és hogy nem örül ennek. |     |                                                             |                |                                                                      |                  |
| 6. | 6.  | Creekwood éjszakák (Creekwood Nights)                       | Anu Valia      | David Smithyman                                                      | 2020. június 17. |
| Mia és Lake megvitatják Mia kapcsolatát. Azt akarja, hogy a kapcsolat több legyen, mint amilyen, és érdeklődik a szex iránt, miután az osztály nemi életet él. Benji első évfordulóján meglepetést tervez Dereknek, de Derek nem nagyon szeret romantikázni. Victor bevallja Benjinek, hogy szűz, és habozik, hogy lefeküdjön Mia-val. Benji bíztatja, hogy ha ő képes rá, akkor bárki megteheti. Victor magával viszi Felixet, Mia legnagyobb bánatára. Benji szép estét tervez Dereknek, de nem elégedett vele. Felix és Lake először csókolózik. Lake azt sugallja, hogy Victor meleg, ezért csak kényszeríti magát, hogy szexeljen Mia-val. Victornak végül nem jön össze és azt mondja Mia-nak, hogy régimódi, ezt Mia elfogadja. Victor elmondja Simonak, hogy nem vonzódik Miahoz és be akarja fejezni a dolgot, mielőtt megbántaná. |     |                                                             |                |                                                                      |                  |
| 7. | 7.  | Mi történik Willacoochee-ben (What Happens In Willacoochee) | Jay Karas      | Danny Fernandez                                                      | 2020. június 17. |
| Mia megkéri Victort, hogy vegyen részt vele egy adománygyűjtésben, és ő elfogadja. Andrew Mia-val flörtöl az adománygyűjtésen. Lake elmondja Felixnek, hogy a csók soha nem történt meg köztük, de Felix később rájön, hogy komolyan randevúzni akar Lake-el. Benji és Victor kénytelenek elutazni megjavítatni a munkában lévő kávéfőzőjüket amikor az elromlik. Felix kötődik Pilarhoz, aki tanácsot ad neki a Lake-vel kapcsolatban, amely később lenyűgözi. Amikor Victor megtudja, hogy azon az éjszakán ott maradhat Benjivel, ezt esélynek tekinti, hogy közelebb kerüljön hozzá, ezért azt mondja Benjinek, hogy ott kell éjszakára maradniuk amíg a kávéfőzőt megjavítják. A motelben Benji elárulja, hogy egyszer majdnem meghalt egy éjszaka ittas vezetés közben, miközben megpróbálta tagadni szexualitását. Benji elmondja Victornak, hogy könnyen beszélhet vele, és örül, hogy barátok. Később aznap este Victor megcsókolja Benjit, aki eltolja, mivel még mindig Derek mellett van. Elborzadva Victor üzen Simonnak, aki megnyugtatja őt arról, hogy ki ő. Benji azt javasolja, hogy ne beszéljenek a csókról.                                               |     |                                                             |                |                                                                      |                  |
| 8. | 8.  | Fiúk útja (Boys' Trip)                                      | Todd Holland   | Brian Tanen                                                          | 2020. június 17. |
| Victor New York-ba megy, meglátogatni Simont, ahol Simon befogadó baráti társasága megmutatja a várot neki (maga Simon külföldön van). Ez bosszantja Miát, amikor Victor ismét távozik, ezért egyre közelebb kerül Andrew-hoz és távolabb Victor-tól. A fogva tartás során Andrew és Mia megtudják, hogy Lake és Felix között történt valami. Lake felháborítja Felixet azzal, hogy el akarja hallgatni a kapcsolatukat. Mia elmondja Andrew-nak, hogy szeretné, ha jobb ember lenne, még mindig törődik hozzá. Egy partin Simon barátai véletlenül elszólják magukat, hogy mindannyian tisztában vannak a Victor és Benji között történtekkel. Simon megjelenik, és elmagyarázza a dühös Victornak, hogy szükség volt elmondani a barátjainak, hogy útmmutatást tudjon adni neki a villában. Victor kibékül Simonnal és barátaival, akik segítenek Victornak elfogadni, hogy mindannyian itt vannak egymásnak, és vannak olyan emberek, akik elfogadják. |     |                                                             |                |                                                                      |                  |
| 9. | 9.  | Ki a pokol az a B? (Who the Hell is B?)                     | Rebecca Asher  | Jeremy Roth & Jess Pineda                                            | 2020. június 17. |
| Victor ellmondja az első embernek, Felixnek, hogy meleg. Victor zaklatottan veszi tudomásul, hogy Benji a csók miatt máshol fog dolgozni. Simon azt tanácsolja Victornak, hogy írjon levelet Benjinek, hátha jobban meg fogja érteni őt és a hibáit. Isabel és Armando folytatják a harcot, ami felforgatja Victort és Pilart. Felix folytatja romantikus kapcsolatát Lake-lel, és megtudja, hogy fennhéjázó anyja van. Annak érdekében, hogy jobban érezze magát, megpróbálja elmondani neki, hogy az otthoni életében is stresszes helyzetben van, de anyja még mindig nem akarja, hogy lássák vele. Felix úgy dönt, hogy szakít Lake-vel. Victor hátizsákjában Pilar talál egy levelet, amin az áll, hogy "B-nek", nem tudja, hogy ki az a bizonyos B. |     |                                                             |                |                                                                      |                  |
| 10. | 10. | Tavaszi bál (Spring Fling)                                  | Jason Ensler   | Történet: Isaac Aptaker & Elizabeth Berger Tévéjáték: Jillian Moreno | 2020. június 17. |
| Benji megkapja Victor levelét, de elmondja Victornak, hogy szüksége van térre. Victor azt tervezi, hogy Mia-t elviszi a Tavaszi bálba, és másnap elmondja az igazat. Felix és Lake külön partnerekkel mennek táncolni, de végül kibékülnek és csókolóznak az egész iskola előtt, kapcsolatuk immár nyilvános. Felix véletlenül elmondja Pilarnak, hogy a jegyzet Victor egyik kollégájához szólt. Amikor Pilar kérdezi Benjit erről, Derek meghallja; Benji és Derek szakítanak utána. Miközben Victorral beszélget, Benji bevallja, hogy nem érezte olyan jól magát Derekkel, mint Victorral, és hogy valakivel lenni akar, megcsókolják egymást, bevallva egymás iránti érzelmeiket. Mia tanúja ennek a csóknak. Victor, hogy megvédje kapcsolatát Benjivel, megígéri neki, hogy szakít Mia-val, amikor ő szembesíti Victort Benjivel való csókjáról. Megkérdőjelezi, hogy tetszett-e neki egyáltalán és Victor azt állítja, hogy kapcsolatuk egy része valóságos volt. Pilar szembesíti Victort, hogy tudja, hogy megcsalja Mia-t. Megnyugodva Pilar és Victor hazafelé tart, ahol szüleik bejelentik, hogy elválnak. A hír ellenére Victor elmondja szüleinek, hogy meleg. |     |                                                             |                |                                                                      |                  |

## Második évad (2021)
| Sor. | Év. | Cím                                                       | Rendező               | Író                               | Premier                           |
| ---- | --- | --------------------------------------------------------- | --------------------- | --------------------------------- | --------------------------------- |
| 11.  | 1.  | Tökéletes nyári buborék (Perfect Summer Bubble)           | Jason Ensler          | Isaac Aptaker és Elizabeth Berger | 2021. június 11. 2022. június 14. |
| 12.  | 2.  | Első nap, második felvonulás (Day One, Take Two)          | Alex Hardcastle       | Brian Tanen                       | 2021. június 11. 2022. június 14. |
| 13.  | 3.  | Melegnek nincs helye a csapatban (There's No Gay in Team) | Alex Hardcastle       | JC Lee                            | 2021. június 11. 2022. június 14. |
| 14.  | 4.  | A szexkunyhó (The Sex Cabin)                              | Jason Ensler          | Jillian Moreno és Alex Freund     | 2021. június 11. 2022. június 14. |
| 15.  | 5.  | Gay Gay (Gay Gay)                                         | Kristin Windell       | Marcos Luevanos                   | 2021. június 11. 2022. június 14. |
| 16.  | 6.  | Üdvözlettel, Rahim (Sincerely, Rahim)                     | Sarah Boyd            | Michelle Lirtzman                 | 2021. június 11. 2022. június 14. |
| 17.  | 7.  | Asztal négy személyre (Table for Four)                    | Satya Bhabha          | Jeremy Roth                       | 2021. június 11. 2022. június 14. |
| 18.  | 8.  | Másnap reggel (The Morning After)                         | Natalia Leite         | Sarah LaBrie                      | 2021. június 11. 2022. június 14. |
| 19.  | 9.  | Victor szabadnapja (Victor's Day Off)                     | Kevin Rodney Sullivan | Brian Tanen                       | 2021. június 11. 2022. június 14. |
| 20.  | 10. | Hunyd le a szemed (Close Your Eyes)                       | Jason Ensler          | Isaac Aptaker és Elizabeth Berger | 2021. június 11. 2022. június 14. |

## Harmadik évad (2022)
| #  | Eredeti cím                  | Magyar cím                     | Eredeti premier Disney+ | Magyar premier Disney+ |
| -- | ---------------------------- | ------------------------------ | ----------------------- | ---------------------- |
| 1. | It's You                     | Te vagy az                     | 2022. június 15.        | 2022. június 15.       |
| 2. | Fast Times at Creekwood High | Változások a Creekwood gimiben | 2022. június 15.        | 2022. június 15.       |
| 3. | The Setup                    | Előkészületek                  | 2022. június 15.        | 2022. június 15.       |
| 4. | You Up?                      | Készen állsz?                  | 2022. június 15.        | 2022. június 15.       |
| 5. | Lucas and Diego              | Lucas és Diego                 | 2022. június 15.        | 2022. június 15.       |
| 6. | Agent of Chaos               | A káosz ügynöke                | 2022. június 15.        | 2022. június 15.       |
| 7. | The Gay Award                | A díj                          | 2022. június 15.        | 2022. június 15.       |
| 8. | Brave                        | Bátorság                       | 2022. június 15.        | 2022. június 15.       |